# 독주 협주곡
독주 협주곡(獨奏協奏曲, solo concerto, 솔로 콘체르토)은 관현악과 함께하는 멜로디 라인과 함께 하나의 독주악기를 장식하는 음악 형태이다. 즉, 하나의 독주악기와 관현악으로 구성되는 것이 가장 일반적 형태인데, 독주악기에 따라 피아노 협주곡·바이올린 협주곡 등으로 불린다. 합주협주곡과 다른 점은 독주악기가 보다 두드러진 움직임을 보이고 보다 오랜 시간 연주된다는 점이며, 교향곡에 맞먹을 정도의 깊은 세계를 표현할 수 있는 형식이다.
최초의 독주협주곡은 G. 토렐리(1658-1709), T. 알비노니(1671-1750) 등에 의한 것인데 1700년경에 공개되었고 또한 A. 비발디(1678경-1741/42)에 의해 확립되고 대규모의 형식으로 발전하였다. 그의 협주곡은 빠름－느림－빠름의 3악장으로 되어 있으며 각각 그 내부는 일련의 투티와 솔로로 이루어져 있다.
비발디의 형식을 이어받은 사람으로는 F. 제미니아니(1687-1763), G. 타르티니(1692-1770), P. 로카텔리(1693-1764), 헨델, 바흐, G. 텔레만(1681-1767) 등을 들 수 있다.